# Bayerischer Berufsbildungskongress

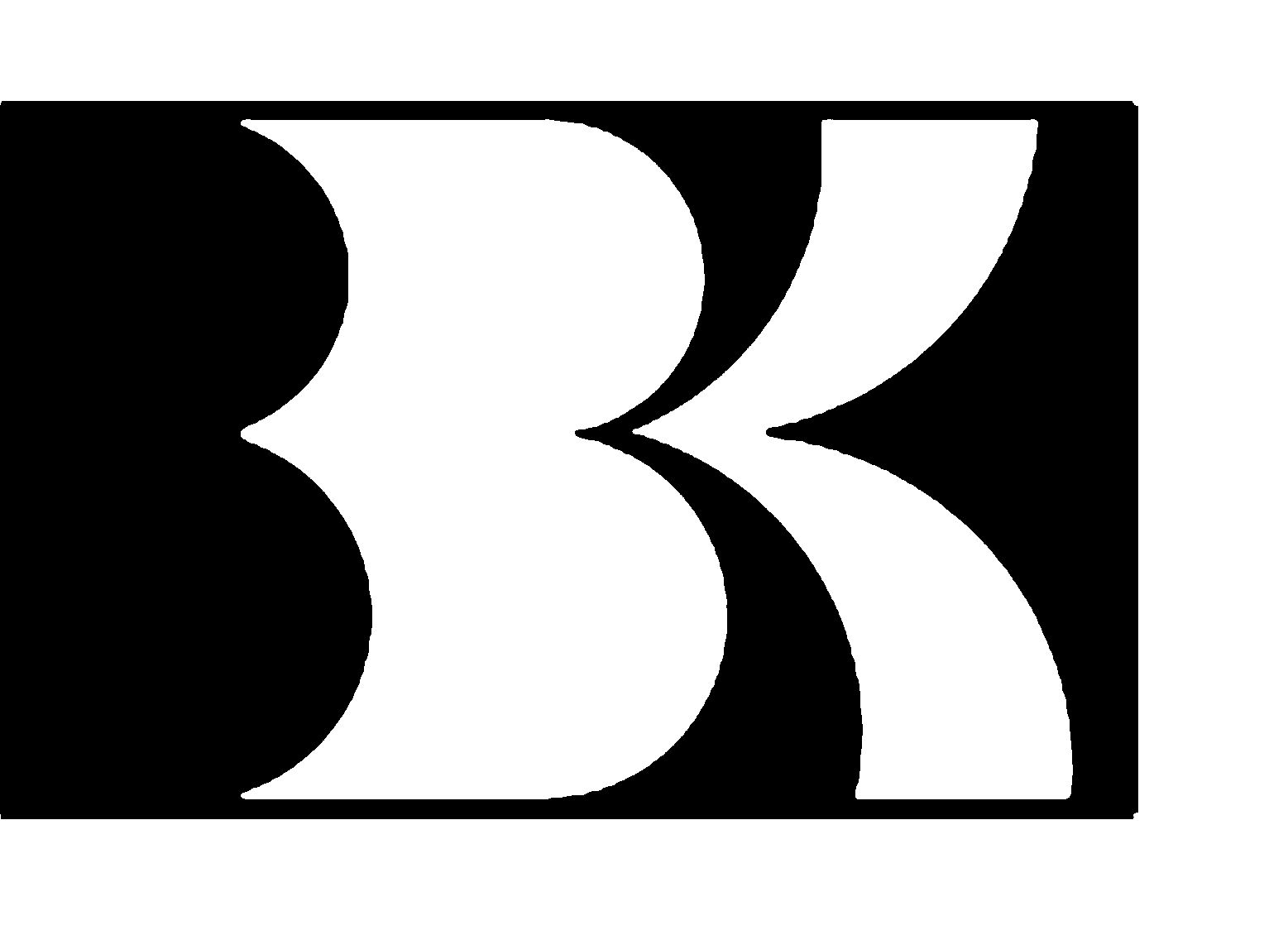
Logo des Berufsbildungskongress

Der Bayerische Berufsbildungskongress (BBK) ist eine Messe zu den Themen Ausbildung, Bildung und Weiterbildung. Die Zielgruppe bilden Jugendliche und ihre Eltern, Lehrer, Bildungsexperten und Politiker sowie weitere Interessierte. Der BBK fand im Dezember 2007 zum zehnten Mal in Nürnberg statt mit dem Motto „Du bist Deine Chance“. Insgesamt besuchten 88.045 Personen den Bayerischen Berufsbildungskongress 2007.
Der Bayerische Berufsbildungskongress wird veranstaltet von der Bayerischen Staatsregierung unter der Federführung des Bayerischen Staatsministeriums für Arbeit und Sozialordnung, Familie und Frauen sowie von Organisationen der Wirtschaft, den Wirtschaftsverbänden (vbw, BayME/VBM u. a.) und der Bundesagentur für Arbeit.
Der Eintritt ist kostenlos. Der Besuch des BBK wird vom Bayerischen Staatsministerium für Unterricht und Kultus für Lehrkräfte als Fortbildungsmaßnahme anerkannt.

## Kongress-Angebot
Neben Ausstellungen des berufliche Bildungssystem werden Diskussionsmöglichkeiten mit Politikern und Fachleuten der Berufsbildung sowie Fachvorträge und Workshops zu aktuellen Themen und Bewerbertrainings für Schüler angeboten.

### Themenschwerpunkte
- Berufsvorbereitung, Berufsorientierung, Berufswahl
- Berufsausbildung einschließlich neuer Berufe
- Prüfungswesen in der betrieblichen Berufsausbildung
- Differenzierte Ausbildungs- und Berufswege in die Zukunft
- Weiterbildung – auch im Hinblick auf die Wissensgesellschaft und die Globalisierung
- Europäische und internationale Berufsbildungsfragen
- Virtuelle Bildungsangebote und elektronische Lehr- und Lernmittel (PC, Internet & Co.)
- Arbeitswelt von morgen – unter Berücksichtigung der demografischen Entwicklung
- Vorstellung von 300 Berufen in vier Hallen